# 米哈伊尔·谢尔盖耶维奇·叶夫多基莫夫
米哈伊尔·谢尔盖耶维奇·叶夫多基莫夫（羅馬化：Mikhail Sergeyevich Yevdokimov；1957年12月6日—2005年8月7日）是俄罗斯政治人物，于2004年至2005年间短暂担任第4任阿尔泰边疆区行政长官。2005年8月7日，他因车祸而去世。